# 중용주자혹문
《중용주자혹문》(中庸朱子或問)은 송(宋)의 주희가 주석한 《중용혹문(中庸或問)》을 원(元)의 예사의(倪士毅)가 집석(輯釋)하고, 주평중(朱平仲)이 참교(參校)한 원판본을 도입하여 고려 진주목에서 간행한 것이다.
이 책은 원판을 번각한 것인데, 권말에‘洪虎四年辛亥七月日晉州牧開板(홍호사년신해7월일진주목개판)’의 간기가 표시되어 있다. 여기서 ‘洪虎(홍호)’의‘虎(호)’는 고려 제2대 왕 혜종의 휘(諱)인‘武(무)’를 피휘하여 바꾸어 쓴 것이다. 이 간기에 의해 고려 공민왕 20년(1371년)에 진주목에서 개판한 것임을 알 수 있다. 원본의 번각본이어서 판본에는 원판본의 특징이 잘 나타나고 있으며, 인쇄가 깨끗하고 정교하다.
이 책은 현재 두 책이 전래되고 있는데, 보물 707호가 706호에 비해 약간 늦게 인쇄된 것으로 알려져 있다.

## 참고 자료
- 본 문서에는 서울특별시에서 지식공유 프로젝트를 통해 퍼블릭 도메인으로 공개한 저작물을 기초로 작성된 내용이 포함되어 있습니다.